# Carol Heiss
Carol Heiss (n. 20 ianuarie 1940, New York City, New York, SUA) este o actriță ce a reprezentat Statele Unite ale Americii, medaliată olimpică. A participat la 2 ediții ale Jocurilor Olimpice (1956, 1960) în care a câștigat o medalie de aur și o medalie de argint.